# Pruska kultura
Pruska kultura ist ein  Stummfilm wahrscheinlich von 1908. Er ist einer der ersten  Spielfilme aus Polen und handelt vom Protest der polnischen Bevölkerung gegen die Behörden in der preußischen Provinz Posen. Die genauen Entstehungshintergründe sind unklar.

## Handlung
Der Film zeigt das Leben einer polnischen Familie und von Schulkindern   in der preußischen Provinz Posen. Dabei kommt es zu verschiedenen Auseinandersetzungen mit deutschen Soldaten und dem Lehrer. Am Ende muss die Familie ihr Haus verlassen.
Einzelne Szenen
- 1. Eine Familie feiert in einem Bauernhaus an einem reich gedeckten Tisch. Ein Mann mit einer großen Fahne mit Maria und dem Kind tritt ein, die Familie zeigt dieser ihre Ehrerbietung.
- 2. Deutsche Soldaten mit Gewehren betreten von der Straße die Treppe zur Haustür.
- 3. Die Soldaten betreten die Bauernstube. Sie versuchen einen Jungen mitzunehmen, der aber von einem Familienmitglied gedeckt wird. Die Soldaten verlangen Getränke und trinken. Danach führen sie einen älteren Mann hinaus. Dieser kehrt nach kurzer Zeit niedergeschlagen zurück und zerbricht einen Krug, aus dem der Offizier vorher getrunken hatte.
- 4. Ein Lehrer steht vor der Schule und wartet. Auf der Dorfstraße mit einer Kirche im Hintergrund kommen Kinder, einige mit ihren Eltern, darunter auch der Sohn mit seinem Vater aus der Bauernfamilie. Der Lehrer interessiert sich aber nicht für die beiden.
- 5. In einem Klassenzimmer sitzen zwölf Jungen, der Lehrer sitzt vorne, im Hintergrund hängt ein Bild von Kaiser Wilhelm. Hinter dem Fenster marschieren einige deutsche Soldaten vorbei. Einige Kinder werden gelobt, andere getadelt. Der Lehrer geht zur Tafel.
- 6. Der Lehrer schreibt an die Tafel Gott beschütze die Groß Deutschland (in Sütterlinschreibschrift).
- 7. Während sich der Lehrer umdreht, läuft der Junge aus der Bauernfamilie zur Tafel.
- 8. Er wischt Groß Deutschland weg und schreibt dafür Polska kochana (geliebtes Polen).
- 9. Nachdem der Lehrer das entdeckt hat, nimmt er den Jungen, führt ihn zur Tür, schlägt ihn und verlässt mit ihm den Raum. Danach laufen auch  alle Schüler aus der Klasse.
- 10. Vor der Schule führt der Lehrer den Jungen hinaus. Er sieht, wie auch alle anderen Schüler den Raum verlassen haben und geht alleine wieder hinein.
- 11. Der Junge kommt weinend in das Bauernhaus und erzählt seine Geschichte. Der Vater wird wütend und geht hinaus.
- 12. Der Vater geht zur Schule und ruft den Lehrer hinaus. Dieser kommt, die Männer diskutieren heftig, der Vater schlägt den Lehrer.
- 13. In einem Raum sitzt ein Offizier vor einem Bild vom Kaiser an der Wand. Der Lehrer wird von einem Soldaten hereingeführt und erzählt seine Geschichte. Der Offizier beauftragt einige Soldaten und der Lehrer dankt ihm.
- 14. Der Vater kehrt in das Bauernhaus zurück und streichelt den Jungen. Soldaten kommen herein und nehmen den Vater mit. Mehrere Frauen werfen sich vor ihre Füße. Die Soldaten führen den Vater heraus. Nach einiger Zeit kehrt einer zurück und präsentiert ein offizielles Schreiben.
- 15. Der Inhalt des Schreibens wird gezeigt. Die Familie wird aus der Provinz Posen ausgewiesen, ihr Besitz wird beschlagnahmt und soll versteigert werden.
- 16. Die Familie packt ihre Sachen zusammen, der Offizier setzt sich und nimmt sich etwas zu trinken. Danach führen Soldaten die Familie hinaus.
- 17. Auf der Straße führen die Soldaten die Familie fort. Der Offizier schließt die Haustür und das Gartentor ab.
- 18. Die Familie steht vor einem Zirkuswagen, in dem sie nun wohnen, die Frauen kochen Essen über einem Feuer. Der Mann kehrt niedergeschlagen aus dem Gefängnis zurück. Soldaten nähern sich der Familie. Es kommt zu einer Auseinandersetzung des Vaters mit diesen, bei der er erschossen wird.
- 19. Die Familie steht um das Grab des Mannes, einige knien.[1]

## Historische Hintergründe
Die westlichen Teile Polens gehörten seit 1793 zu Preußen, wogegen es auch um 1900 noch zu nationalen Auseinandersetzungen kam. 1901 gab es einen ersten Schulstreik von polnischen Kindern in Wreschen gegen die Einführung der deutschen Sprache im Religionsunterricht, dem hunderte weitere 1906/1907 in den Provinzen Posen und Westpreußen folgten.
Ein weiterer bekannter Fall war der Bauer Michał Drzymala, der seit 1904 vergeblich versuchte, eine Baugenehmigung für sein neues Grundstück zu erhalten, und auf dessen Wohnwagen in dem Film Bezug genommen wird.

## Entstehungsgeschichte
Über die historischen Hintergründe der Entstehung des Films gibt es nur sehr wenige unsichere Informationen.
Im Mai 1908 berichtete die polnische Tageszeitung Warszawski kurier von einer Anzeige in einer Moskauer Zeitung über einen Film, der über die Auseinandersetzungen zwischen der polnischen Bevölkerung und den deutschen Behörden in der Provinz Posen handelte. Der Film sei von einer Pariser Filmgesellschaft im Auftrag des Kinobesitzers der ul. Marszałkowska 118 aus Warschau hergestellt worden, da es für hiesige Unternehmen keine Genehmigung dafür gab. In Italien sei der Film mit großer Aufmerksamkeit gezeigt worden.
Diese Beschreibung trifft gut auf den Film Pruska kultura zu. Der Kinobesitzer in Warschau war Mordechaj Towbin, der drei Jahre später eine eigene Filmgesellschaft gründete. Die französische Produktionsfirma kann nur Pathé Fréres gewesen sein, die in dieser Zeit in Russland sehr aktiv waren. Als Kameramann wäre Joseph-Louis Mundviller (Georges Meyer) am wahrscheinlichsten, der in dieser Zeit einen der ersten polnischen Filme Antoś pierwszy raz w Warszawie drehte.
Danach gibt es mehrere Jahre keine weiteren Hinweise auf diesen Film, er wurde offenbar von den russischen Behörden aus Rücksicht auf die guten Beziehungen zum Deutschen Reich verboten.
Am 29.  September 1914 wurde ein Film Pruska kultura im Kino in der Marszałkowska 118 in Warschau gezeigt, kurz nach Beginn des Ersten Weltkrieges, zu dem allerdings eine etwas andere Inhaltsangabe gemacht wurde als zu dem heute erhaltenen Film. Danach wurde dieser in zwei weiteren Warschauer Kinos gezeigt.
Weitere Informationen über diesen Film sind nicht bekannt. 1907 gab es bereits einen  Film über die Vertreibung von polnischen Bauern aus ihren Grundstücken in der Provinz Posen, der möglicherweise derselbe war.
2000 entdeckten die polnischen Filmwissenschaftler Marek und Małgorzata Hendrykowski eine Kopie im französischen Filmarchiv mit dem  Titel Les martyrs de la Pologne. 2008 wurde eine restaurierte Fassung mit neuer Filmmusik in Polen als DVD herausgegeben.

## Bedeutung
Der Film ist der einzige bekannte, der die Situation der polnischen Bevölkerung in der Provinz Posen aus polnischer Sicht zum Thema hatte.
Er ist auch einer der ältesten bekannten Filme aus Polen und ist in restaurierter Fassung erhalten.
Der Film ist allerdings in den Inhalten etwas übertrieben.
So kamen keine Soldaten in ein Bauernhaus oder in eine Schule, um einen Jungen mitzunehmen, das erledigte in entsprechenden Fällen die regionale Polizei. Auch sind Enteignungen und Vertreibungen von Bauern aus ihren Grundstücken als Strafmaßnahmen wegen einzelner Vergehen nicht üblich gewesen.
Die Filmemacher kannten offenbar nicht die konkrete  Situation im Deutschen Reich aus eigener Anschauung.
Auch die Schrift an der Tafel Gott beschütze die Groß Deutschland ist grammatisch falsch und war so oder in ähnlicher Form in dieser Zeit nicht gebräuchlich, sie war wahrscheinlich eine Übertragung von Gott schütze Polen.
Einige Aspekte  wie Willkür der Behörden und das besondere Interesse für Alkohol durch die Soldaten deuten dabei eher auf russische Verhältnisse hin, wo der Film ja auch gedreht wurde.